# 안경현
안경현(安庚鉉, 1970년 2월 13일 ~ )은 전 KBO 리그 SK 와이번스의 내야수이다.

## 선수 시절

### OB 베어스&두산 베어스시절
1992년에 2차 2순위 지명을 받아 입단하였다. 입단 후에는 방위 복무 탓인지 3년차까지 별다른 두각을 나타내지 못하고 1군과 2군을 오갔지만 1995년에 주전급으로 올라서 2할대 타율을 기록하며 팀의 2번째 한국시리즈 우승에 기여했다. 2007년까지 해마다 2할대 후반의 타율에 열개 안팎의 홈런을 기록하며 팀 상·하위 타선에 다리 역할을 했다. 1루수, 2루수, 3루수 등 내야 전 포지션을 소화했지만 그 중 가장 좋은 활약을 보인 것은 2루수를 맡을 때였다. 2001년, 2003년, 2005년 등 세 차례에 걸쳐 2루수 부문 골든글러브를 받았다.
그러나 1995년 한국시리즈 우승 당시 주역이었던 김상진, 김상호 등과 함께 OB 베어스 선수단 집단 이탈 사건의 주동자로 낙인찍혔던 이유 탓인지 51경기 출전에 그쳤던 2008년 시즌 후 방출됐다.

### SK 와이번스시절
2008년 12월 2일에 연봉 8,000만원에 계약하고 이적했다. 2010년 시즌 전 은퇴를 선언했다. 

## 야구선수 은퇴 후
남양주시에 야구 아카데미를 세웠으며 2011년 9월, 서울 강남구 개포동으로 이전해 운영했다. 2011년부터 양준혁과 함께 SBS 스포츠의 야구 해설위원으로 활동했다.

## 출신학교
- 원주 중앙초등학교
- 원주중학교
- 원주고등학교
- 연세대학교 체육교육학과 (1988학번)

## 기록
- 2005년 5월 26일 : KIA 타이거즈전, 개인 통산 100호 홈런 (프로 통산 41번째, 상대 투수 윤석민, 7회 2사 4점 홈런)

## 방송
- 1995년 KBS 2TV 가족오락관
- 2011년~2021년 SBS 스포츠 베이스볼 S
- 2013년 SBS 스포츠 트라이아웃, 나는 투수다!